# 王小宝
王小宝（1964年10月11日—），中国知名二人转演员，赵本山的徒弟。

## 生平
本名王宝才，辽宁省锦州市黑山县人，现任辽宁民间艺术团副团长。2001年，在“本山杯二人转大赛”，获得七个金奖中的第一名。

## 影视作品
电视剧《刘老根》（第一、二、三部）扮演刘大奎
电视剧《马大帅》（第三部）扮演大学教授
电视剧《乡村爱情》（第一、二部）扮演长贵